# さいはての島へ
『さいはての島へ』（さいはてのしまへ、原題: The Farthest Shore）は、アメリカの作家アーシュラ・K・ル＝グウィン（1929年 - 2018年）が1972年に発表したファンタジー小説。『影との戦い』（1968年）、『こわれた腕環』（1971年）に続く『ゲド戦記』シリーズの第三作である。
なお、シリーズ名『ゲド戦記』の表記は日本語版独自の呼び名であり、英語版では "Books of Earthsea"、"Earthsea Cycles" などと呼ばれる。
架空の世界アースシーを舞台にした『さいはての島へ』は、前作『こわれた腕環』から数十年後の出来事が描かれる。大賢人となった魔法使いゲドのもとに、エンラッドの王子アレンが知らせをもたらす。多島海の北や西の島々で魔法の力が衰え、人々は無気力になり、まるで国中が死の訪れを待っているようだと。災いの源をつきとめるために、ゲドはアレンとともにさいはての地に赴く。
第一作、第二作と同様、本作も登場人物たちが成長しアイデンティティーを探求する教養小説である。同時に、三つの作品を通じて語られてきたひとつの大きな物語を締めくくる作品であり、『影との戦い』から始まる初期「アースシー三部作」の完結編と呼ばれることもある。
物語を通じて、世界の均衡とそれを維持する上で善にも悪にも働く魔法の力との関係、そして主人公たちが死と内なる影と向き合う姿が描かれ、作者ル＝グウィンの死生観と自然観が打ち出されている。
『さいはての島へ』は、1973年の全米図書賞（児童文学部門）を受賞した。
（以下、シリーズ全体の背景や設定などについては、『影との戦い』または『こわれた腕輪』も参照のこと。）

## 出版

アーシュラ・K・ル＝グウィン（1995年）。

『さいはての島へ』は『影との戦い』、『こわれた腕輪』に続く『ゲド戦記』シリーズ初期三部作の三作目であり、1972年にアテネウム・ブックより刊行された。
ル＝グウィンは当初、『影との戦い』を単独の小説とするつもりだったが、物語中で未解決のまま残された部分を考慮して『こわれた腕環』を書き、さらに『さいはての島へ』を執筆した 。
『さいはての島へ』の後、シリーズ第四作となる『帰還』（1990年）が発表されるまで18年の開きがある。このため『影との戦い』から始まる「アースシー三部作」として、本作はその完結編と呼ばれることもある。

## 文脈と設定
上記したように、『ゲド戦記』シリーズの最初の三作と次の三作との間には刊行年に大きな隔たりがあるが、それだけでなく、内容の上でも多大な違いがある。ル＝グウィン自身も両者を区分して「第一の三部作」、「第二の三部作」と呼んでいる。
初期三部作は、魔法使いのゲドを中心とした物語である。概観すれば、第一作『影との戦い』では未熟な若者であるゲドが試練をくぐり抜けて一人前の魔法使いとして成長し、第二作『こわれた腕環』では大魔法使いとなったゲドが世界の平和を達成するために伝説の腕環をアチュアンの墓所から奪還する。第三作『さいはての島へ』では、ゲドは老成した大賢人として世界の危機を救うが、魔法使いとしての使命をすべて果たすと同時に彼自身の力も使い果たして竜に乗って飛び去るというものである。
シリーズ第一作から第三作までの初期三部作は、一連のまとまりを持ちながら一つのより大きなテーマに収斂していく物語となっている。この三作を貫くより大きなテーマとして、現代文明への批判的な視点の中で人としての育ち方と生き方のモデルを模索している。とくに『さいはての島へ』では、ゲドが魔法使いとして自分の使命を果たすこととともに、使命の継承者を育てることが重要なモチーフとなっている。
『ゲド戦記』シリーズの日本語翻訳者清水真砂子は、これら初期三部作において、ル＝グウィンは私たちの内なる光と影、自由と隷属、生と死など、人類にとってかつ一人ひとりにとって新しくて古く、古くて新しい永遠の問題を子供から大人まですべての人々に読めるよう、空想叙事詩として描き出したと述べている。
一方、次の『帰還』から始まる後期の三部作については、ジェンダー戦略の革新性の展開として、初期三部作を刷新する形で現れることになった。

### ハブナーの王と公国
ハブナーはアーキペラゴ（多島海）の中心に位置する島であり、作中では『ハブナー物語』という物語詩に14人の王（6人の王、8人の女王）の歴史が歌い継がれている。その最後の王がマハリオン（在位430年 - 452年）である。
歴代の王たちが多島海の貴族たちと結婚を重ねることにより、5つの公国が誕生した。
公国について、『さいはての島へ』でアレンが述べているのはエンラッド、ウェイ、イリーン、ハブナー、エアだが。2001年に発表された『ゲド戦記外伝』（後に『ドラゴンフライ』に改題）の「アースシー解説」では、エンラッド、シリエス、エア、ハブナー、イリーンとなっている。
このうちハブナーとエアでは王家の血が絶え、物語の時点で王権を持つ公国として残るのは、エンラッド、イリーン、ウェイの3国である。その中でももっとも古いモレドの子孫とされるのが、エンラッド公国の王子アレンである。

### マハリオンの予言
マハリオン王の時代に活躍した英雄がエレス・アクベである。エレス・アクベは、魔法使いとしてマハリオンの相談役であり無二の親友でもあった。二人は10年にわたってカルガド人と戦ったが、彼らの時代に平和を手にすることはできなかった。エレス・アクベはセリダーで竜のオームと戦って相討ちとなり、その数年後にマハリオンは謀反を起こされ、ヘブン家のゲヒズとの戦いで致命傷を負う。このときマハリオンは次のように予言したという。
以来、ハブナーの玉座は800年もの間空位となっており、人々はアースシー全土を統治する真の王たる王の出現を待ち望んでいた。

### 死者の国
シリーズ第一作『影との戦い』において、ゲドは一度死者の国に入り、生きて戻っている。九十群島で船大工の息子が猩紅熱で死んだとき、ゲドはその子を救うために子供の霊を追いかけ、気づいたときには黄泉の国にいた。彼はそこから引き返し、坂道を登りきった山頂には境界となる石垣があった。

## 主要登場人物
（以下の固有名詞の表記は、清水真砂子翻訳による岩波書店版に従う。）
- アレン（レバンネン）：エンラッドの王子。アースシー世界の歪みを正すため、ゲドとともに死の国へ旅する。
- ゲド：魔法使い。ロークの学院長。アレンに乞われて世界の歪みを正す旅に出る。
- クモ：魔術の力によって死者を意のままに呼び出していた男。
- カレシン：竜の長老[17]。

## プロットの概要

### 本編
エンラッドの王子アレンがロークの学院を訪れ、西のナルベデュエン島で魔法の力が失われ、エンラッドでも呪文を唱えることが困難になっていることを報告する。大賢人ゲドはロークの長たちを招集する（第1章「ナナカマド」）。長たちの意見は一致しなかったが、ゲドは起こっている事態の原因を探ることを決断し、アレンとともに「はてみ丸」に乗り、ロークを後にする（第2章「ロークの長たち」）。
ロークから南、ワトホート島のホート・タウンで二人はウサギという男に会う。彼はかつて魔法使いだったがその力を失っていた（第3章「ホート・タウン」）。二人はウサギから話を聞こうとするが、海賊に襲われる。捕らわれたアレンをゲドが救い出す（第4章「魔法の灯」）。
ゲドたちはさらに南下し、ローバネリー島をめざす。舟の上で、ゲドはかつて死者を呼び出す呪文の使い手だったクモという魔法使いについてアレンに話す。ゲドはクモを黄泉の国へ連れて行き、二度と死者を召喚しないことを誓わせた。クモはその数年後に死んだと聞いていた（第5章「海原の夢」）。
ローバネリー島でも魔法の力は失われており、島の名産だった絹の染色の技術は廃れ、人々は攻撃的で、歌も歌われなくなっていた。かつて魔法の技で島での染色を一手に引き受けていたアカレンとその息子ソプリの話から、死を征服し「永遠の生」を約束する男の存在が浮かび上がる。ゲドは、二人を案内するというソプリを舟に乗せる（第6章「ローバネリー」）。
魔法を使おうとしないゲドに対してアレンは不信を募らせ、旅に同行したことを後悔し始める。補給のためにオブホル島に舟を漕ぎ着けようとしたところ、陸からの襲撃を受け、ゲドは投槍で肩を貫かれて瀕死となる。ソプリは海に飛び込んで死ぬ。アレンが舟を漕いで海岸から離れるが、目的地もわからず漂流する（第7章「狂人」）。
二人はいかだ族に助けられる。彼らは「外海の子」と呼ばれ、連結した筏で洋上生活する民だった。彼らの世話でゲドは回復し、アレンとの信頼関係を取り戻す（第8章「外海の子ら」）。
しかし、夏至前夜の舞踏の祭りで、いかだ族の吟唱詩人たちは歌を歌えなくなる。そこへ竜オーム・エンバーが飛来し、西方で竜を脅かす存在の出現をゲドに伝える。ゲドはいかだ族の人々に別れを告げ、アレンとともに南海域から西海域へと移動し、世界の西の果てセリダーをめざす。そのころ、魔法の衰微はロークにも及び、学院は混乱に陥る（第9章「オーム・エンバー」）。
竜の道を抜けた二人はオーム・エンバーと再会し、ゲドたちが探す相手は死の世界から戻ってきた人間だということが判明する（第10章「竜の道」）。
セリダーに着いたゲドとアレンは、島の西端の岬に達する。ゲドの呼びかけに応じてクモが姿を現す。オーム・エンバーがクモに襲いかかり、相討ちとなってオーム・エンバーは死ぬが、肉体をつぶされたクモは闇の世界に姿を消す（第11章「セリダー」）。
ゲドとアレンはクモの後を追って死者の国に入る。「苦しみの山」の下の谷間で、ゲドはクモと対峙する。
クモは自らかけた最後の魔法によって、生と死の世界を自由に往来できるようになっていた。しかし両界を仕切る扉を開いたことで、その扉から地上の光のすべてが吸い込まれようとしていた。ゲドとアレンは扉のある死の川の源にたどり着き、クモは扉を通り抜ければ自分のように不死身になれると言う。しかしゲドは、扉を閉じるため、持てる技と精神のすべてを駆使する。扉がほとんど閉じかけたとき、クモがゲドに襲いかかる。アレンはセリアドの剣でクモに斬りつけるが、傷はすぐにふさがり、クモはアレンを襲う。その傍らで、ゲドは残る力を振り絞って扉を閉ざす。ゲドはクモを解放するが、すべての力を使い果たしていた。
アレンは彼を助けて「苦しみの山」を登り、尾根の頂からはゲドを背負って歩き続け、ついに砂浜にたどり着く（第12章「黄泉の国で」）。
ゲドとアレンは、竜カレシンによってローク島に運ばれる。学院の長たちや生徒たち、町の人々の目の前で、ゲドはアレンの前にひざまずき、彼を王と呼ぶと再びカレシンの背に登り、ゴント島の方向に飛び去る（第13章「苦しみの石」）。

### エピローグ
物語の結末は二通りある。『ゲドの武勲』に語られるところでは、ハブナーにおいて、アースシー全土を治める王レバンネンの戴冠式が挙行され、これにゲドも参列した。儀式が終わるとゲドは港から「はてみ丸」に乗って西へ去り、そのまま消息を絶ったという。一方、ゴントに伝わる話では、ゲドを戴冠式に招くため、レバンネン自らゴントを訪れたが、ゲドが徒歩で森に入っていったこと以外はなにもわからず、王はあきらめてハブナーへ帰ったという。

## 反響

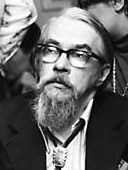
レスター・デル・レイ（1915年 - 1993年）。

アメリカのSF作家レスター・デル・レイは、SF雑誌『イフ』（1973年4月号）の "Reading Room" において、本作について次のようにレビューしている。「ふつうSF作品にしか見られないような実行の論理を持つファンタジー……アイデア、色彩、発明に富んでいる。」。
『さいはての島へ』は、1973年の全米図書賞（児童文学部門）を受賞した。

### 翻案
2006年のスタジオジブリのアニメ映画『ゲド戦記』は、主としてこの小説を基にしている。
この作品は、公開前から宮崎吾朗が父親の宮崎駿の反対を押し切って、世界的に有名なファンタジーの映画化に挑んだと新聞や週刊誌によって報道され、ジブリファンと『ゲド戦記』ファンの双方から多少の期待とそれ以上の大きな懸念をもって迎えられた。
原作者のル＝グウィンは、この映画に対するコメントにおいて慎重な表現ながら失望感を示し、試写会の後で監督に向けて「あれはわたしの本ではなく、あなたの映画です。」と感想を語っている。

## 主題

### 成長
『さいはての島へ』は、アースシーを舞台とした初期三部作の他の作品と同様に教養小説の形態を採る。物語は、主としてアレンの視点から語られる。はじめ、ロークの長たちを前にして気後れする少年だったアレンは、セリダーでは大胆にも竜に話しかけるまでに成長し、やがて数世紀ぶりにアースシー世界を統べる王となる。
物語序盤のアレンは、その血筋を別として、ごく普通のどこにでもいる若者である。彼は敬愛する大賢人に声をかけられて舞い上がり、ゲドに付き従うことを決める。しかしこのことで、彼が自分でも気が付かないうちにより大きな決定的な選択をしていたことになる。
ゲドとの旅を続けるうちに、内なる闇が語られ、その闇に陥った人々の状況が描かれる。アレンもまた自分が闇を抱え込んでいることに気づき、それと向かい合おうとする。
一方でゲドもまた成熟した。彼は『影との戦い』において世界に亀裂を走らせた衝動的な少年ではもはやなく、あるいは竜の道を単独で航海し、アチュアンの墓所に潜入したような若き冒険者でもない。いまや必要性のみが彼の行動を導いており、彼の前にあるのは、これまでに試みたどんなものよりも困難で危険な使命である。
ゲドは大賢人であり、理論的にはアースシーでもっとも強大な力を持っている。しかし、彼は他者に対してその力を支配や強制力として使おうとはしない。邪悪な魔法使いであるクモとの対決において、ゲドは力で相手を屈服させるのではなく、理性で説得しようとする。ゲドは他者を支配しないことで、自分自身を支配する力を手に入れる。

### 均衡と魔法
アースシー宇宙の調和と均衡の概念は、ゲドが魔法を濫用しないことと深く関わっている。
自然界の営みに従っている限り、世界の均衡は保たれる。しかし人間が他者を支配する欲望を抱くことによって、世界の均衡は失われる。力を持った人間が自らの欲望のままに魔法を使えば、それを制圧するためにさらに強力な魔法が使われ、世界の均衡をますます崩すことにつながる。したがって、だれより深く魔法の力とそれに伴う危険を知るゲドは、よほどのことがないかぎり魔法を使わない。
日本の英文学者本橋哲也（1955年 -）によれば、『ゲド戦記』シリーズにおける魔法の特徴は、その倫理性にある。それは、通俗的なファンタジーに見られるような、自己の欲望を満たすための技や力、空想的な現実逃避の手段ではなく、私たち自身が自分たちの世界で生き抜くための知恵であり、その葛藤の証拠である。他者との関係で、いかに自らを律するかが魔法の根本的な任務にして目的とされている。
こうした魔法を発動させるのは、「真の言葉」すなわち天地創造の言語である。言葉は人が長じるに従って獲得するものと考えがちだが、この物語では、人間が人間社会で暮らすうちに失ってしまったものと考えられている。つまり、魔法の習得とは、私たちが日々の生活の中で忘却してしまった世界と他者とのつながりを再び回復しようとする試みということになる。
宇宙の均衡を説くゲドに、アレンは「その均衡というのは、何もしないでいれば保たれるというのですか。必要なら、たとえその行為の結果のすべてを予測できなくても、人は踏みきってやってしまわなければならないのではありませんか？」と問う。これに対してゲドは、人間にとっては何かをすることの方がなにもしないことよりずっと容易であり、いいことも悪いこともし続けるだろうと答え、さらに次のように続ける。

### 死と向き合う

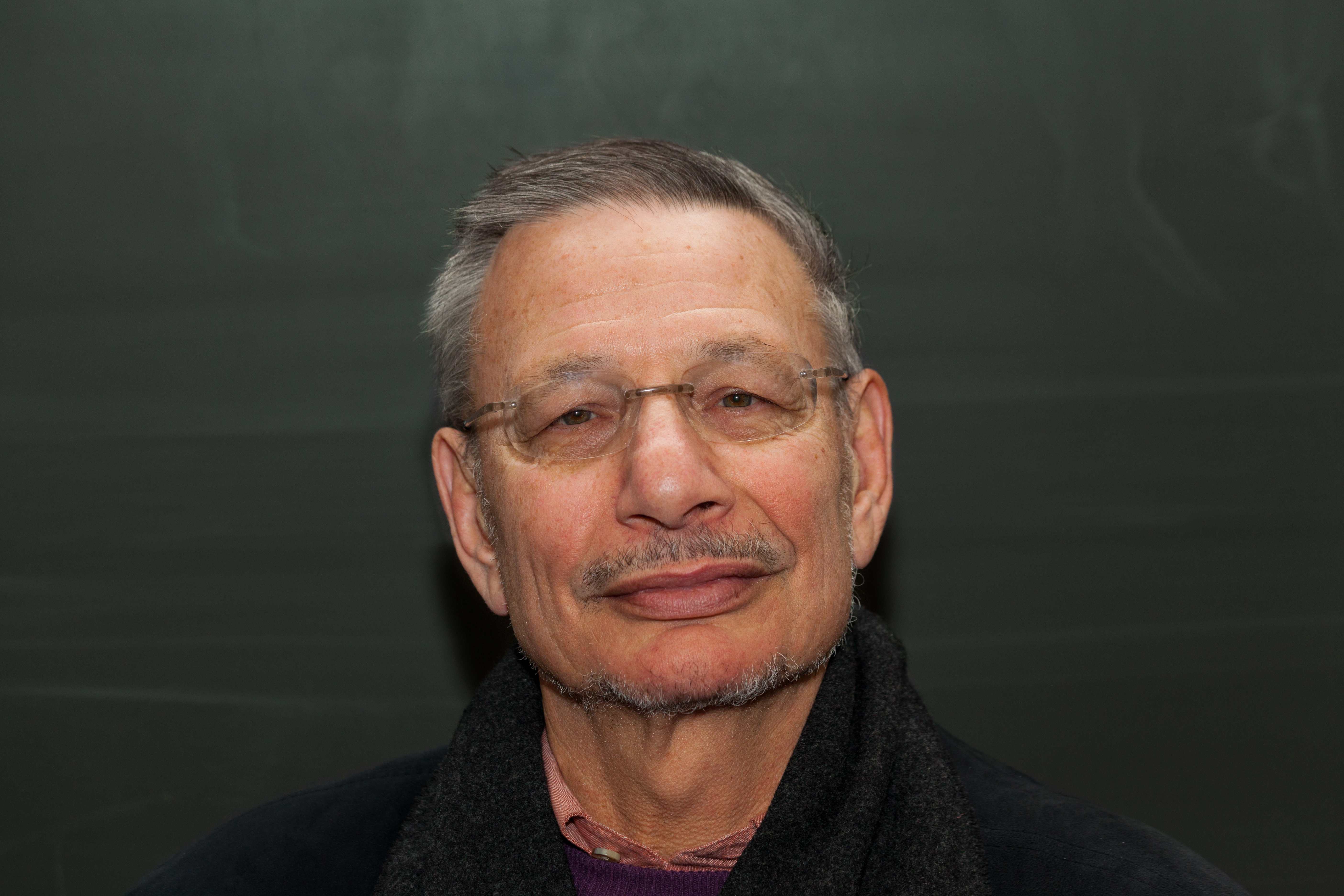
リチャード・N・ルボウ（2012年）

また、『さいはての島へ』では、死が世界の均衡を保つために必要な手段であることを示す。すべての生物は他の生物とバランスを取りながら生きており、人間の不老不死はこの関係を崩し、予期せぬ結果をもたらす。
アメリカの政治学者リチャード・N・ルボウ（1942年 -）によれば、これはフランク・ハーバート（1920年 - 1986年）の『デューン』シリーズの中心テーマでもある。ハーバートの小説は、ギリシア悲劇の死生観に基づき、長寿は他のあらゆる権力と同様、過剰なまでに行使されることで、意図したものとは正反対の結果をもたらすことを示唆している。
『さいはての島へ』において、ゲドとアレンが闇の世界で出会うのは、生死両界を分かつ扉を開ける禁断の力を得た、遠い昔のまじない師クモである。彼は圧倒的な力に対する願望と不死への欲望を実現したかのように見えるが、その実、不死への誘惑に負け、内なる闇に支配された姿である。
クモは永遠の生命を得るといいながら、死を拒否したことによって名前も自己をも喪失し、その空白を埋めることができない。逆説的にいえば、死を受け入れることによってのみ、人間は永遠に生を得ることができるということが示されている。
ある意味で、クモはゲドの分身である。ゲドが若いころに手を出した死者召喚という危険な道から引き返すことなく、行き着くところまで行ったゲドといえる。このことからすれば、ゲドとクモの最後の対決は、シリーズ第一巻でのゲドと影との対決をより明確な形として呈示したものともいえる。『影との戦い』において、少年だったゲドは当時の大賢人ゲンシャーに「もとに戻したいと思います。あの、呼び出してしまった災いを」と申し出るが、ゲンシャーはその時点では許さなかった。本作で生と死の両界を仕切る扉を閉じ、クモを解放したことにより、ゲドはゲンシャーに願った言葉をついにかなえたということができる。

### 予言の成就
物語の終盤、災いの源はついにつきとめられ、ゲドは生死両界を仕切る扉を閉じて、世界の均衡を回復する。
この試練は、ゲドにとって魔法の極限的な力を試す最後の機会となった。しかし最終的にゲドが期待したのは、魔法使いではなく普通の人間であるアレンの意思と身体の力である。上記したように、これにはゲドの魔法の力の限界に対する深い省察が関係している。ゲドがアレンを常に信頼し、もっとも重要で困難な旅の同伴者とするだけでなく、導き手にまでしようとしたのはこのためだった。
この結果、最後の王マハリオンの予言にいう王の玉座を継ぐものとは、魔法使いの大賢人ではなく、その先導役となり、永遠の生命を望まず、死にゆく運命を引き受ける痛みと渇きと恐れを知るひとりの人間たるアレンだった。
マハリオンの予言は、アレンの黄泉の国からの帰還という形で成就するものの、その描写はあまりにもさりげなく、読者はその後になってようやく気づくほどである。

### 自然観
オブホルの住民から襲撃されたゲドが槍で肩を射抜かれて瀕死となり、アレンとともに舟で漂流したとき、彼らの窮地を救ったのが、「外海の子」と呼ばれるいかだ族の民だった。彼らは何十もの筏を組み、筏の修復のために年に一度陸に上がる以外は海上で暮らしている。厳しい自然と調和しながら生きている海洋民たちには、厳粛さとともに存在する「幸福」が暗示されている。
また、二人がセリダーに到着する前夜、舟の中で眠るアレンを見ながら、ゲドはアースシー世界の平和の達成が近づいており、この使命を果たすことができたならば故郷のゴント島に戻ろうと決意を語る。ゲドのこの述懐は、魔法の力が極限に達しつつ終局を迎えようとする、物語全体の大きな転換点となっている。同時に、彼が憧れるゴントの森のオジオンや、ロークの学院の森を持ち場とする様式の長などに示されるように、森とその木々が織りなす複雑な時空間が、太古の力と未来の予言をともに具現する深淵で豊穣な知恵の場として想起されている。ここには作者のル＝グウィンが愛してやまない森林への敬意と、アメリカ先住民の自然観を見ることができる。